# Mari ten Kate

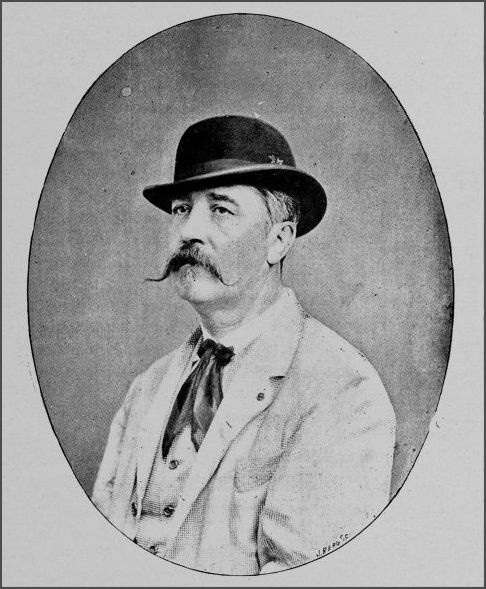
Mari ten Kate

Johan Mari Henri ten Kate (Den Haag, 4 maart 1831 - Driebergen, 26 maart 1910) was een Nederlands kunstschilder en graficus. Hij werkte in de stijl van de romantiek.

## Leven en werk
Mari Ten Kate was een broer en leerling van Herman ten Kate. Hij studeerde ook aan de Rijksacademie van Beeldende Kunsten te Den Haag en aan de Rijksacademie te Amsterdam. Hij werkte in Oosterbeek, Elst en Marken en maakte studiereizen naar Parijs, Italië, Engeland en in 1883-1884 naar Java, waar hij veel grafisch werk maakte.
Ten Kate schilderde in de stijl van de romantiek en werkte zowel in olie- als waterverf. Hij maakte vooral genrewerken en figuurstukken met een met kinderen, welke hij sterk idealiseerde, deugdzaam en in een natuurlijke eenvoud die sterk af stond van de toenmalige werkelijkheid. Ook schilderde hij landschappen, strandgezichten en jachttaferelen. Veel van zijn werken hebben een sterk narratief karakter.
Ten Kate werd in 1852 lid van de Koninklijke Academie van Beeldende Kunsten te Amsterdam. Hij was bevriend met koning Willem III en werd benoemd tot officier in de Orde van Oranje-Nassau en commandeur in de Orde van de Eikenkroon. Tijdens zijn latere loopbaan maakte hij diverse werken in opdracht van het Koninklijk Huis.
Ten Kate was vader en leermeester van Johannes Marius ten Kate en een broer van dominee-dichter Jan Jakob Lodewijk ten Kate. In 1910 overleed hij, 79 jaar oud. Werken van hem bevinden zich onder andere in de collecties van het Rijksmuseum Amsterdam, het Teylers Museum te Haarlem, Museum Paul Tetar van Elven in Delft, het Zuiderzeemuseum te Enkhuizen en het Kröller-Müller Museum te Otterlo. Ook bevinden zich enkele jachttaferelen van zijn hand in de Koninklijke collectie.

## Galerij

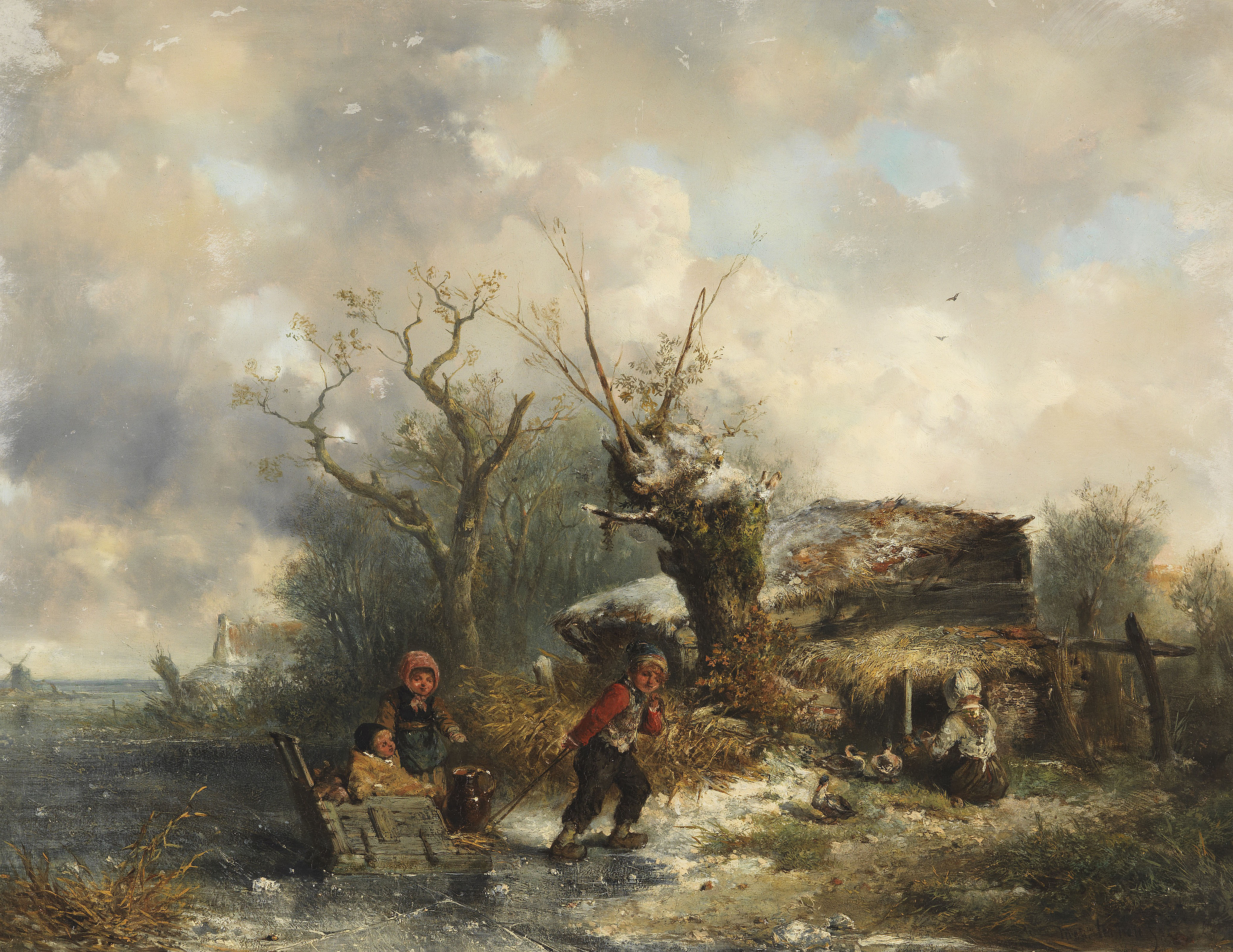
Winterlandschap met spelende kinderen
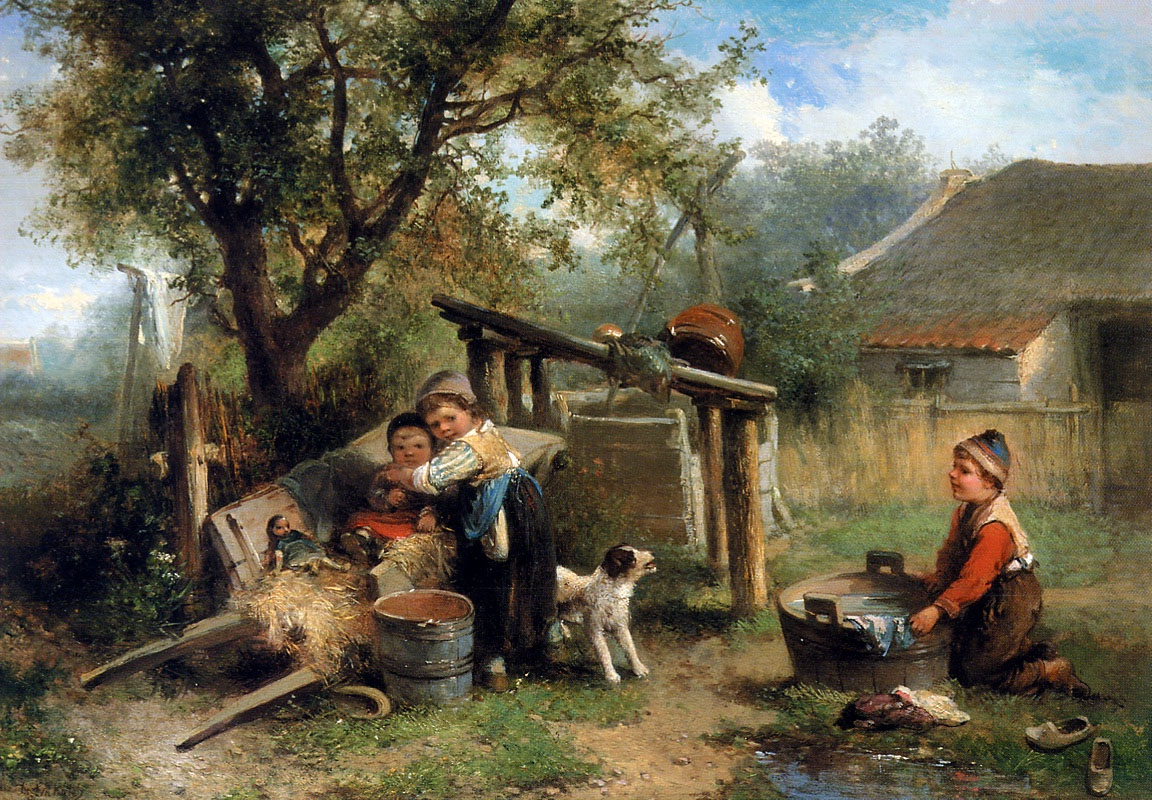
Spelen bij de put
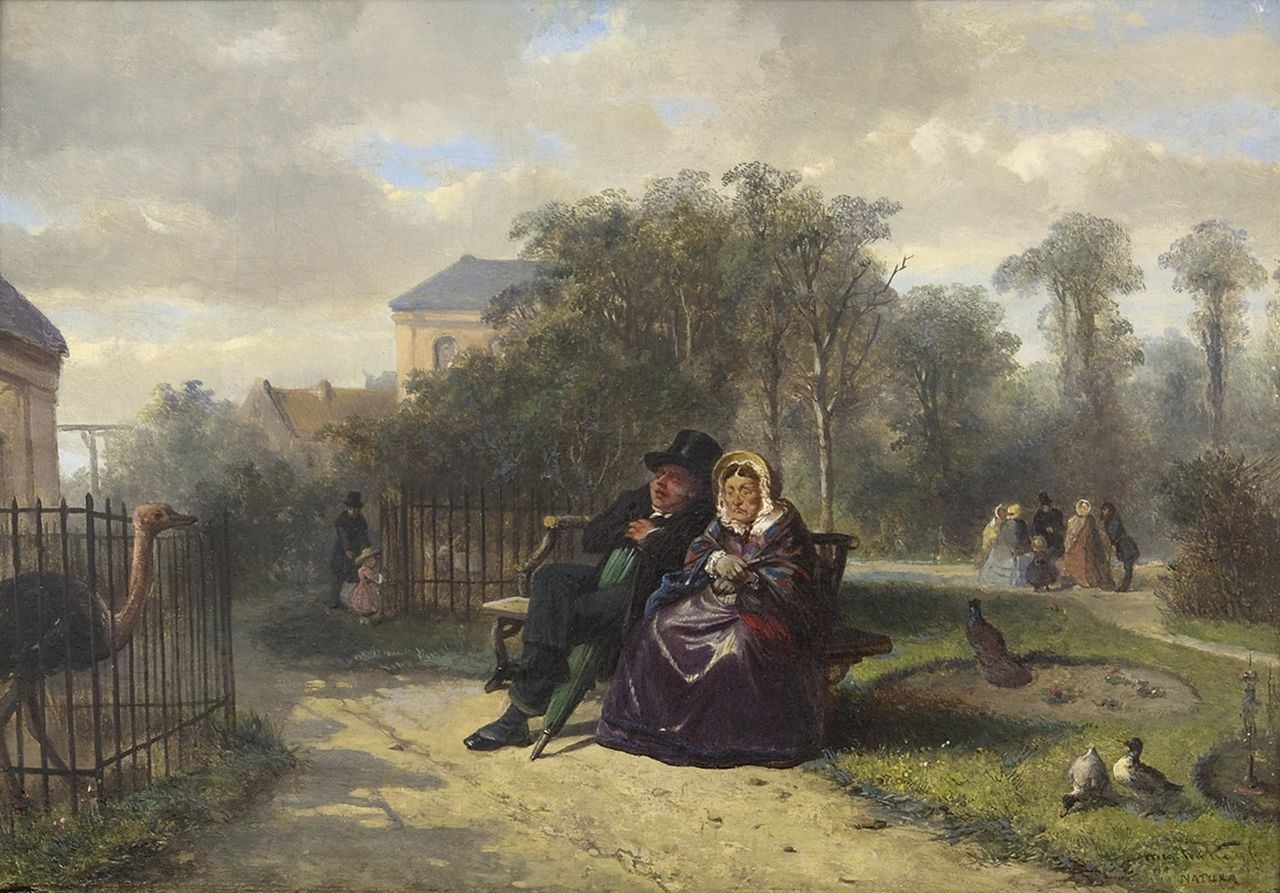
Bezoekje aan Artis
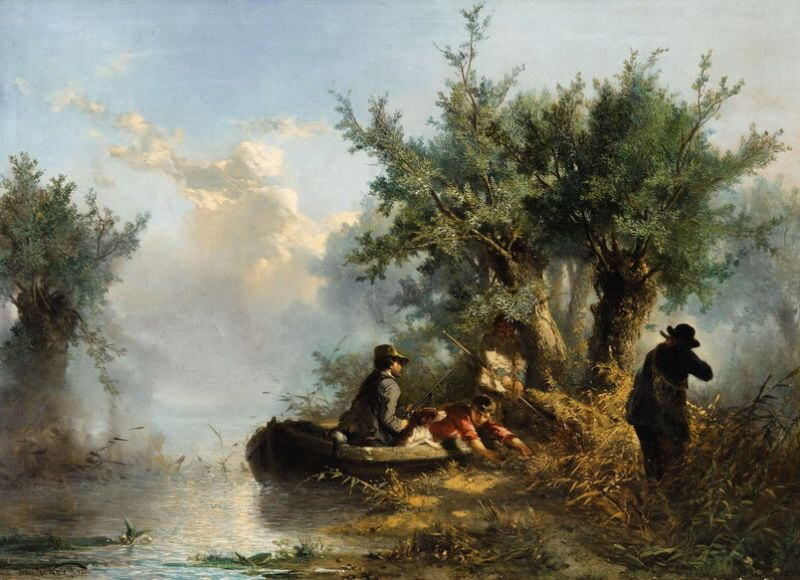
Eendenjacht
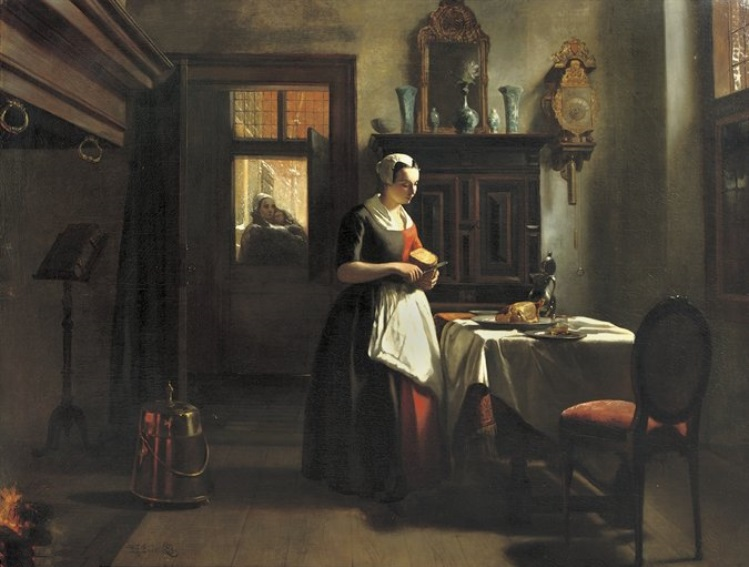
Amsterdams weesmeisje
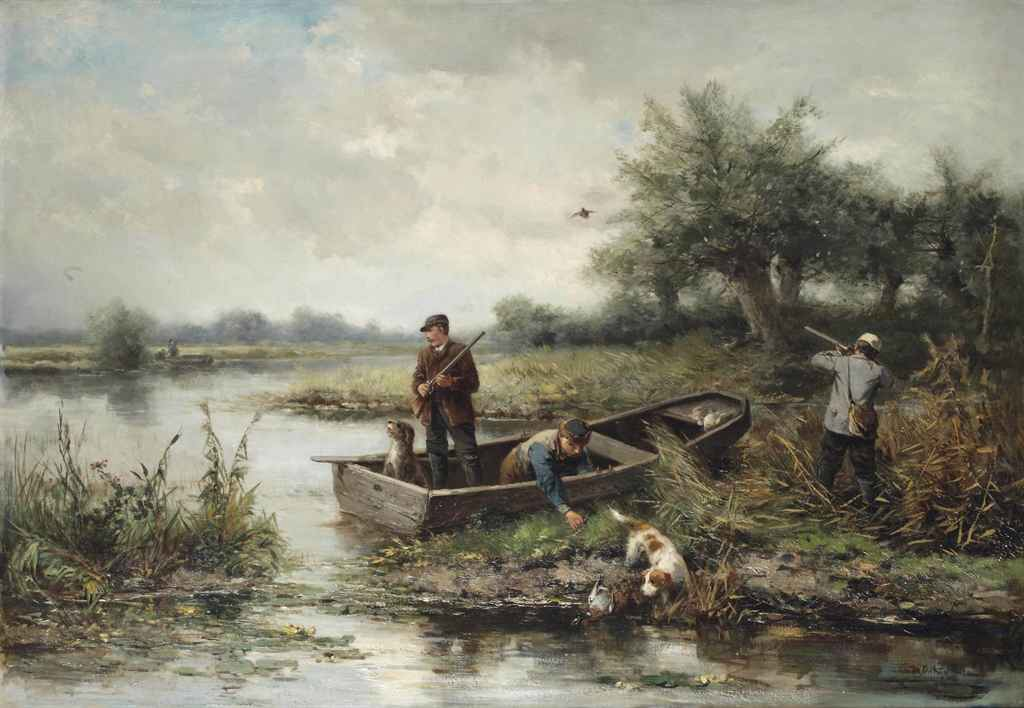
Eendenjacht
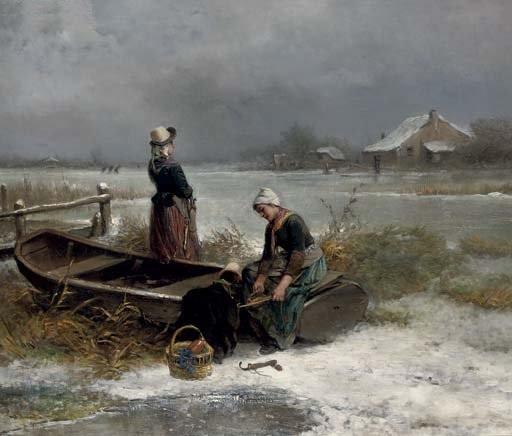
Schaatsen aandoen
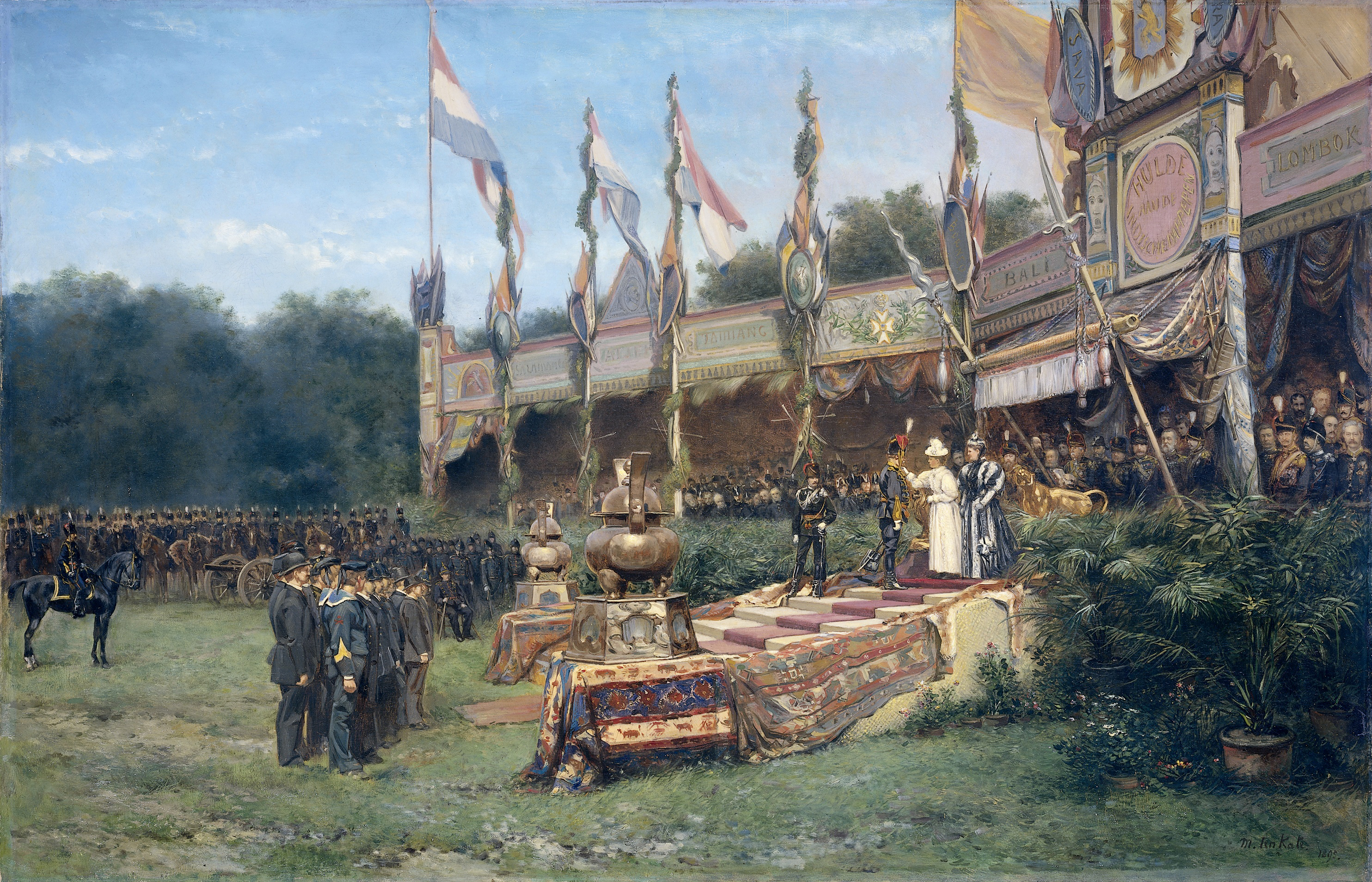
Uitreiking van het Lombokkruis door Koningin Wilhelmina op het Malieveld in Den Haag, 6 juli 1895, Rijksmuseum Amsterdam